# Sachsen-Eisenach

Sachsen-Eisenach um 1680 (ohne die Grafschaft Sayn-Altenkirchen)

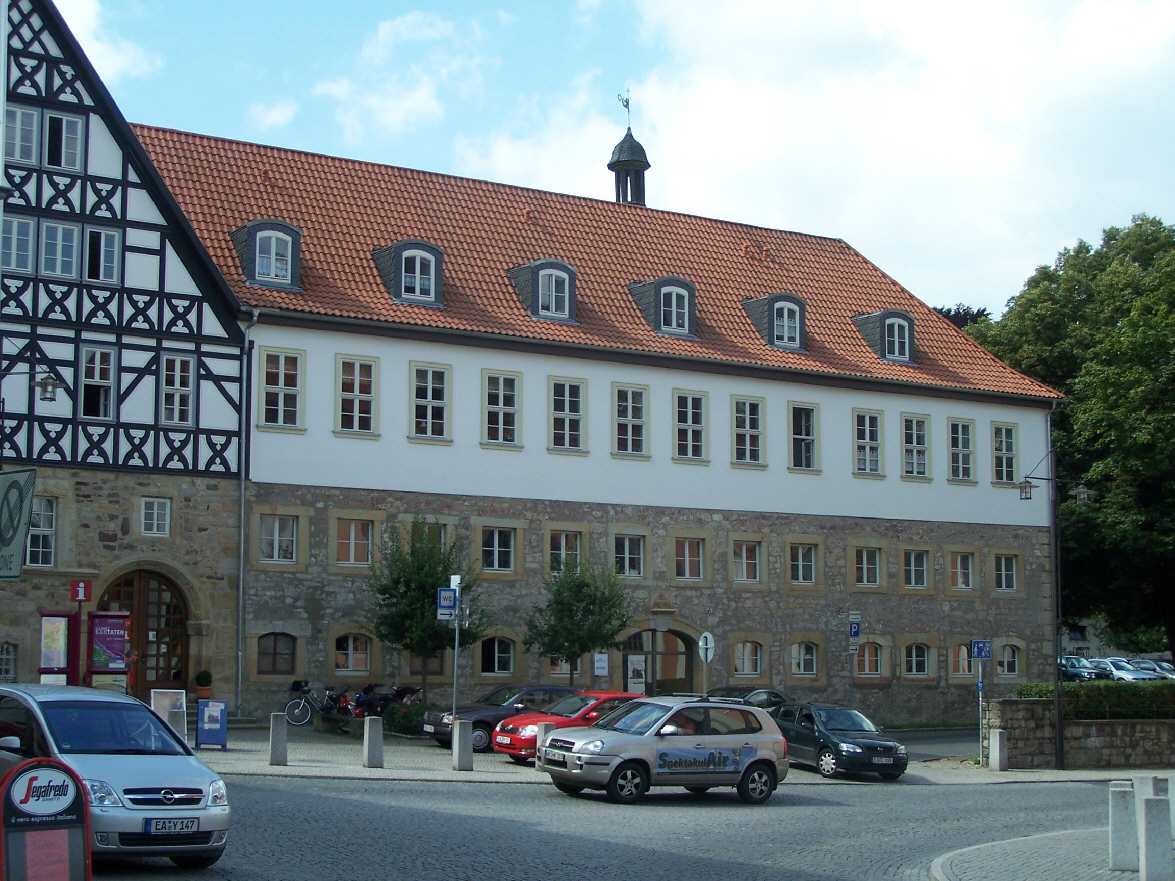
Das frühere Herzogliche Residenzhaus in Eisenach

Sachsen-Eisenach war ein ernestinisches Herzogtum im heutigen Thüringen und ein Territorium des Heiligen Römischen Reiches. Die Hauptstadt war Eisenach.
Sachsen-Eisenach wurde im Heiligen Römischen Reich als Fürstentum geführt und war als solches Mitglied im Obersächsischen Reichskreis. Seit das Haus Wettin 1423 durch Übertragung des Herzogtums Sachsen-Wittenberg die Kurfürstenwürde und den Herzogstitel des alten Stammesherzogtums Sachsen erwarb, trugen alle männlichen Mitglieder der Familie, unabhängig davon, ob sie regierten oder nicht, den Titel eines „Herzogs zu Sachsen“. Als ältester und vornehmster Titel ging dieser allen anderen Titeln voran (mit Ausnahme des Kurfürstentitels, den die Ernestiner allerdings 1547 dauerhaft an die Albertiner verloren). Da der „Fürst von Eisenach“ als Ernestiner zugleich auch „Herzog zu Sachsen“ war, und dieser Titel dem Fürstentitel voranging, wird auch vom „Herzogtum Sachsen-Eisenach“ gesprochen.
Aufgrund der ernestinischen Erbfolgeregelungen kam es im Zuge der jeweiligen Landesteilungen meist zu einer weiteren Aufsplitterung des Gesamtstaates. Hiervon war auch das Eisenacher Gebiet in unterschiedlichem Umfang betroffen. Seit dem Aussterben des eigenen Herrscherhauses im Jahr 1741, wurden Sachsen-Eisenach und Sachsen-Weimar in Personalunion regiert, beginnend mit Ernst August I. 1809 kam es, unter Carl August von Sachsen-Weimar-Eisenach, zum Vollzug der Realunion, woraus das Herzogtum Sachsen-Weimar-Eisenach hervorging. Auf dem Wiener Kongress 1815 erhielt das Land den Status eines Großherzogtums.

## Geschichte

### Vor der Inbesitznahme durch die Wettiner
Die Stadt Eisenach spielte schon vor den Wettinern eine bedeutende Rolle in der Geschichte Thüringens. Dies verdankt die Stadt vor allem der in ihrer unmittelbaren Nähe gelegenen Wartburg, die der Legende nach 1067 von dem Grafen Ludwig dem Springer aus dem Hause der Ludowinger gegründet wurde. 1131 wurden die Ludowinger Landgrafen von Thüringen und erlangten damit eine gewisse Vorherrschaft unter den thüringischen Adligen. Außerdem gelang es der Familie um 1137, durch Heirat und Erbschaft auch erheblichen Besitz in Nordhessen zu erwerben – die ehemaligen Grafschaften der Gisonen und der Grafen Werner. Die Wartburg wurde von den Ludowingern zu ihrer Hauptburg und zum Zentrum ihrer Herrschaft in Thüringen ausgebaut. Um die Mitte des 12. Jahrhunderts entstand auch der Ort Eisenach durch Verschmelzung dreier Marktflecken am Fuße der Burg. 1247 starben die Ludowinger mit dem Tode Heinrich Raspes aus. Es kam zum Thüringisch-hessischen Erbfolgekrieg (1247–1264), in dessen Folge der Wettiner Heinrich der Erlauchte 1264 die Landgrafschaft Thüringen behaupten konnte, während Sophie von Brabant und ihr Sohn Heinrich I. die hessischen Landesteile erstritten. Somit gerieten Eisenach und die Wartburg vom Zentrum des Herrschaftsgebietes der Ludowinger in eine Randlage bezüglich der Besitztümer der Wettiner.

### Eisenach unter den Wettinern bis zur ersten Abspaltung als eigenständiges Fürstentum
Für die reichspolitische Stellung war offenbar der Besitz der Wartburg entscheidend. Ihr Besitz symbolisierte die rechtmäßige Herrschaft über die Landgrafschaft Thüringen. Diesen Besitz mussten folglich die Söhne Albrechts II. sowohl gegen ihren Vater als auch gegen die Könige Adolf von Nassau und Albrecht von Österreich behaupten, was zu einem mehrjährigen, von allen Seiten äußerst brutal geführten Bürgerkrieg in Thüringen führte. Eisenach wurde anschließend in den Wettinischen Gesamtbesitz eingegliedert, seine Bedeutung wandelte sich jedoch rasch, da die Wettiner sich fortan auch durch neue kriegerische Verwicklungen (Hussitenkriege) und auf den Landesausbau und die Behauptung ihrer Gebiete gegen Böhmen und Brandenburg konzentrierten.
Das Gebiet der Landgrafschaft Thüringen bildet auch unter den Wettinern eine Gesamtheit.

### Folgen der Landesteilungen
1485 teilten die Brüder Kurfürst Ernst von Sachsen und Herzog Albrecht III. ihren Besitz in der Leipziger Teilung. Es entstanden die ernestinische und die albertinische Linien der Wettiner, welche beide noch heute bestehen. Mit dieser ersten Teilung begann eine verhängnisvolle Aufsplitterung des Landes, und die wirtschaftliche Entwicklung, insbesondere der Handelsverkehr, wurden damit gehemmt. Die Verleihung des Reichs-Messeprivilegs an die aufstrebende Handelsstadt Leipzig durch den König Maximilian I. im Jahre 1497 und die Verschärfung dieser Bestimmungen im Jahr 1507 brachen auch Eisenachs Wirtschaftskraft nachhaltig.
Eisenach war dem Zweig der Ernestiner zugefallen, deren Hauptresidenz Wittenberg war. Während der Reformation unterstützten diese Martin Luther und dessen Anhänger. Mit Zustimmung Friedrich des Weisen gelangte Luther in dessen Obhut auf die Wartburg und übersetzte dort das Neue Testament. Im Zuge des Schmalkaldischen Krieges (1546/47) verloren die Ernestiner 1547 mit der Wittenberger Kapitulation die sächsische Kurwürde und alle außerhalb Thüringens gelegenen Gebiete an die Albertiner. Da sie dabei auch ihre bisherige Hauptresidenz Wittenberg verloren, trat Weimar an deren Stelle. Eisenach blieb bei den Ernestinern und gehörte zu dem von Weimar aus regierten, stark verkleinerten, Ernestinischen Besitz.
Bald nach der Wittenberger Kapitulation begann eine Folge dynastischer Landesteilungen, bei denen auch das Herzogtum Sachsen-Eisenach als unabhängige politische Einheit entstand. Den Anfang machte die Erfurter Teilung des Jahres 1572. Johann Friedrich der Großmütige, der letzte ernestinische Kurfürst und Verlierer des Schmalkaldischen Krieges, hatte drei Kinder: Johann Friedrich den Mittleren, Johann Wilhelm I. und Johann Friedrich den Jüngeren. Schon 1565 hatten die beiden älteren Söhne ihre Besitzungen vorläufig geteilt, wobei Johann Friedrich dem Mittleren Gotha, Johann Wilhelm I. Weimar zufiel. Eisenach gehörte zum Herrschaftsbereich Johann Friedrich des Mittleren. Dieser begab sich bald auf einen waghalsigen politischen Kurs, gerichtet gegen den Kaiser und die Albertiner, mit dem Ziel, die Kurwürde zurückzuerhalten (siehe auch Grumbachsche Händel). Über Johann Friedrich wurde deshalb die Reichsacht verhängt. Er wurde schließlich 1566 von kaiserlichen Truppen ergriffen und verbrachte den Rest seines Lebens in kaiserlicher Festungshaft in Österreich. Seine Besitzungen wurden eingezogen und seinem Bruder Johann Wilhelm I. übergeben. Zum letzten Mal, und nur für kurze Zeit, war damit der ernestinische Besitz in Thüringen in einer Hand vereinigt.
Auch Johann Wilhelm I. zog sich wegen seiner Dienste für den französischen König Karl IX. bald den Zorn des Kaisers zu. Dieser erinnerte sich deshalb des immer noch gefangen gehaltenen Johann Friedrich des Mittleren, bzw. der Tatsache, dass dieser zwei Kinder hatte, Johann Casimir und Johann Ernst. Auf Betreiben des Kaisers wurden nun diese beiden Kinder durch den Reichstag von Speyer (1570) wieder in die Erbfolge des gefangen gehaltenen Vaters eingesetzt. Mit dem Erfurter Teilungsvertrag zwangen der Kaiser und die Albertiner Johann Wilhelm I., das ehemals von Johann Friedrich dem Mittleren beherrschte Gebiet zu Gunsten von dessen Kindern herauszugeben.
Es entstand so 1572 das kurzlebige Fürstentum Sachsen-Coburg-Eisenach (nicht zu verwechseln mit dem späteren Sachsen-Coburg und Gotha (Herzogtum)). Regiert wurde es nominell von den beiden Brüdern Johann Casimir und Johann Ernst gemeinsam. Da jedoch beide noch minderjährig waren, wurde eine Regentschaft eingerichtet, die von dem Albertiner Kurfürsten August von Sachsen geführt wurde. 1586 übernahmen die beiden Brüder selbst die Regierung. Dieser Phase folgte 1596 eine weitere Landesteilung: Johann Casimir regierte fortan in Sachsen-Coburg allein, während für Johann Ernst westthüringische Gebiete und Ämter als eigenständiges Herzogtum Sachsen-Eisenach abgetrennt wurden. Johann Ernst wurde somit zum ersten Herzog von Sachsen-Eisenach, das nun als politisch unabhängiges Land in Erscheinung trat.
Die Teilung von 1596 war nicht von Dauer. Johann Casimir von Sachsen-Coburg starb 1633 kinderlos, so dass sein Land seinem jüngeren Bruder Johann Ernst als Erbe zufiel. Somit entstand das Fürstentum Sachsen-Coburg-Eisenach erneut. Auch dies war nicht von Dauer, denn 1638 starb auch Johann Ernst. Da sein einziger Sohn bereits kurz nach der Geburt verstorben war, war damit die Linie der Herzöge von Sachsen-Coburg-Eisenach bereits erloschen. Das Land wurde unter den noch bestehenden ernestinischen Linien aufgeteilt: zwei Drittel, darunter auch die Stadt Eisenach und die Wartburg, fielen an Sachsen-Weimar, das restliche Drittel an Sachsen-Altenburg. (vgl. Ernestinische Teilung)

### Die zweite Unabhängigkeit von Sachsen-Eisenach
Zum Zeitpunkt des Anfalls von Eisenach-Gotha regierte in Sachsen-Weimar Herzog Wilhelm IV., allerdings nicht allein, denn er musste seine beiden Brüder Albrecht und Ernst an der Regierung beteiligen. Die Vergrößerung des Herzogtums durch den Anfall von 2/3 des eisenach-gothaischen Territoriums bot dem Herzog nun die Gelegenheit einer neuen Landesteilung. Für die beiden jüngeren Brüder wurden 1641 eigene Landesteile abgetrennt, so dass Wilhelm in Sachsen-Weimar allein herrschen konnte. Es entstanden so erneut die beiden Fürstentümer Sachsen-Gotha, wo Ernst als Ernst I., "der Fromme", regierte, und Sachsen-Eisenach, das an Albrecht fiel.
Albrecht von Sachsen-Eisenach regierte nur drei Jahre. Er starb bereits 1644 ohne Nachkommen. Sachsen-Eisenach wurde hälftig zwischen Sachsen-Gotha und Sachsen-Weimar geteilt, und die Stadt Eisenach und die Wartburg fielen dabei an Sachsen-Weimar zurück. Die Ämter Volkenroda, Krayenberg, Heldburg, Eisfeld, Veilsdorf und Salzungen mit Allendorf kamen an das Herzogtum Sachsen-Gotha.

### Die dritte Unabhängigkeit des Landes
Fast 20 Jahre wurde Sachsen-Eisenach von Sachsen-Weimar aus regiert. 1662 kam es jedoch zu einer erneuten Landesteilung, bei der Sachsen-Eisenach wieder als eigenständiges Fürstentum entstand. In diesem Jahr starb der Weimarer Herzog Wilhelm IV. Er hinterließ vier Kinder, Johann Ernst, Adolf Wilhelm, Johann Georg und Bernhard, die das Herzogtum Sachsen-Weimar erneut aufteilten. Der älteste wurde als Johann Ernst II. Herzog in Weimar. Adolf Wilhelm erhielt das von Weimar abgeteilte Herzogtum Sachsen-Eisenach und nahm seine Residenz in Eisenach. Er musste sich das Land allerdings mit seinem jüngeren Bruder Johann Georg I. teilen, dem die Einkünfte aus einer Reihe von Ämtern in Sachsen-Eisenach zustanden und der seine Residenz in Marksuhl nahm. Adolf Wilhelm heiratete 1663 Marie Elisabeth, eine Tochter des Herzogs August von Braunschweig. Mit ihr hatte er fünf Kinder, von denen die vier ältesten jeweils bereits kurz nach ihrer Geburt starben. 1668 starb Adolf Wilhelm in Eisenach, kurz vor der Geburt seines fünften Kindes Wilhelm August. Sachsen-Eisenach wurde nun von Johann Georg I. verwaltet, als Vormund für Wilhelm August. 1671 starb auch Wilhelm August. Johann Georg I. herrschte damit in Sachsen-Eisenach allein. Durch seine Heirat mit Johanetta von Sayn-Wittgenstein 1661 kam bis 1741 auch die Grafschaft Sayn-Altenkirchen an Sachsen-Eisenach.
1672 erlosch mit dem Tode von Friedrich Wilhelm III. die Linie der Herzöge von Sachsen-Altenburg. Ein Viertel ihres Territoriums fiel an die Weimarer Linie. Nunmehr wurde auch für Bernhard ein eigenes Herzogtum abgeteilt: er erhielt Sachsen-Jena. Sachsen-Eisenach erhielt eine Reihe weiterer Ämter und somit die Gestalt, die es bis zu seinem Ende 1741 hatte.
1685 führte Johann Georg I. für Sachsen-Eisenach die Primogenitur ein, um weitere Landesteilungen zu verhindern.
Insgesamt vier Herzöge regierten Sachsen-Eisenach. Erst 1741 erlosch die Linie mit dem Tod Wilhelm Heinrichs und das Land fiel, diesmal endgültig, an Sachsen-Weimar.
Damit erhielt im Jahre 1741 das Herzogtum Sachsen-Weimar-Eisenach seine endgültige Gestalt. Es bestand aus zwei größeren Landesteilen, Weimar und Eisenach, die geografisch nicht miteinander verbunden waren. Auch staatsrechtlich bestanden die beiden Teile weiterhin getrennt, denn sie waren lediglich durch Personalunion in der Person ihres Herrschers miteinander verbunden. In beiden Landesteilen galten unterschiedliche Rechte, insbesondere was die Rechte der Landstände betraf. Herzog Ernst August I., der erste, der wieder beide Territorien regierte, hatte deshalb auch einige Schwierigkeiten, seinen weimarer, am Absolutismus ausgerichteten Regierungsstil in Eisenach durchzusetzen. Erst 1809 wurde die staatsrechtliche Vereinigung von Sachsen-Weimar und Sachsen-Eisenach durch die „Konstitution der vereinigten Landschaft des Herzoglich Weimarischen und Eisenachischen Landes mit Einschluß der Jenaischen Landesportion“ vollzogen.

## Zeittafel und Herrschertabelle

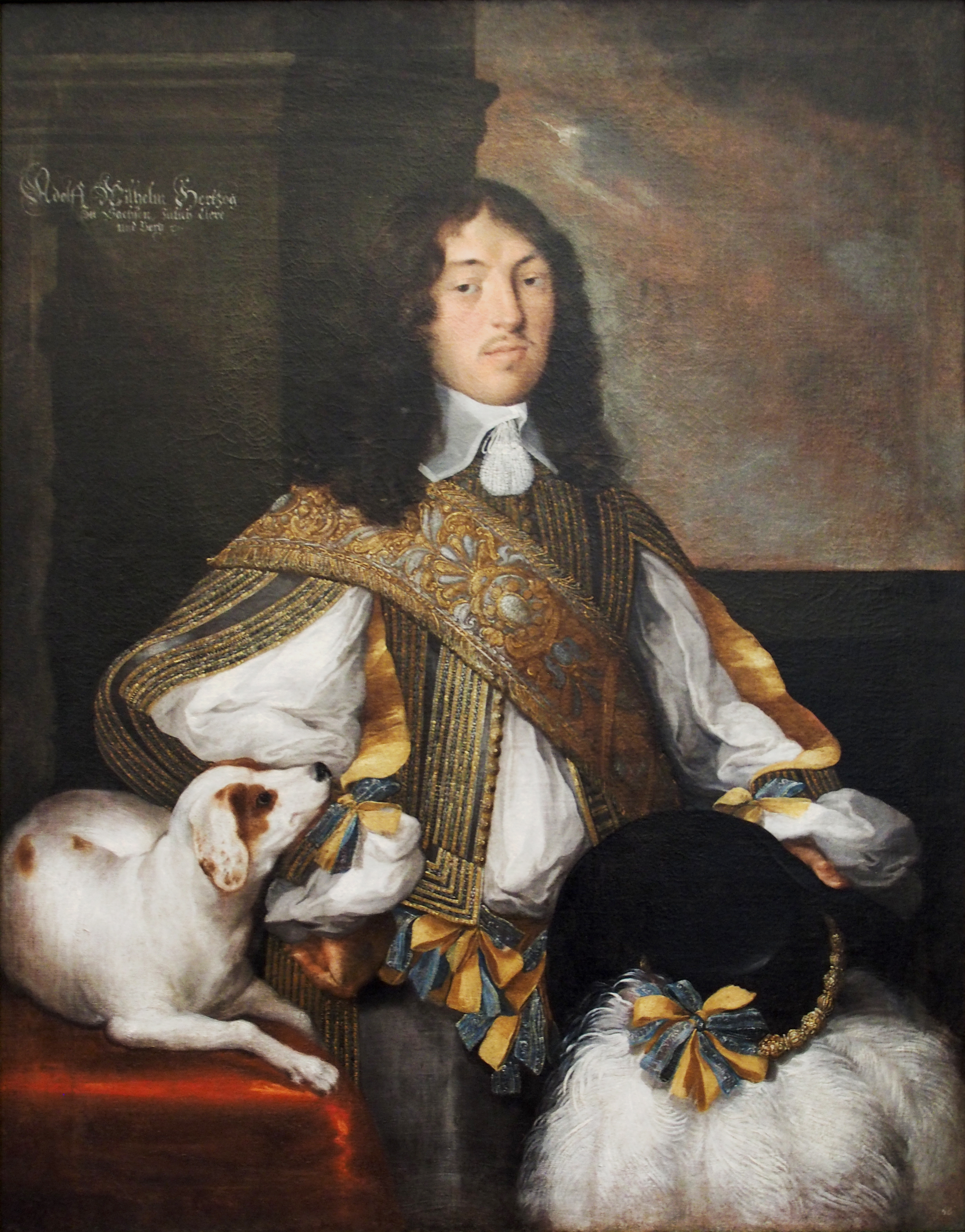
Adolf Wilhelm Herzog von Sachsen-Eisenach (1662–1668) von Christian Richter (1587–1667)

- 1067: sagenhafte Gründung der Wartburg.
- 1131: Gründung der Landgrafschaft Thüringen unter den Ludowingern
- Mitte 12. Jahrhundert: Entstehung der Stadt Eisenach.
- 1264: Die Wettiner erwerben den thüringischen Anteil der Landgrafschaft Thüringen, zugleich entsteht aus dem westlichen Herrschaftsgebiet der Ludowinger mit den Zentren Marburg und Kassel die Landgrafschaft Hessen. Bedeutende wettinische Landgrafen sind Friedrich der Freidige, Albrecht der Entartete, Friedrich der Ernsthafte und Balthasar von Thüringen.
- 1485: Leipziger Teilung, es entstehen die Ernestinische und die Albertinische Linie der Wettiner, Eisenach fällt an die Ernestiner.
- 1547: Die Ernestiner verlieren die sächsische Kurwürde.
- bis 1572: Eisenach ist Teil des Ernestinischen Gesamtbesitzes.
- 1572: Erfurter Teilung. Eisenach ist Teil des Fürstentums Sachsen-Coburg-Eisenach.
- 1596: Eisenach wird von Sachsen-Coburg getrennt.
- 1596–1638: Herzog Johann Ernst (geboren 1566, gestorben 1638).
- 1633: Johann Ernst erwirbt Sachsen-Coburg, Eisenach ist wiederum Teil von Sachsen-Coburg-Eisenach.
- 1638: Eisenach wird unter Sachsen-Weimar und Sachsen-Altenburg aufgeteilt, die Stadt Eisenach fällt an Sachsen-Weimar.
- 1638–1641: Eisenach ist Teil von Sachsen-Weimar.
- 1641: Eisenach wird von Sachsen-Weimar getrennt.
- 1641–1644: Herzog Albrecht (geboren 1599, gestorben 1644).
- 1644: Teilung von Eisenach zwischen Sachsen-Weimar und Sachsen-Gotha.
- 1644–1662: Eisenach ist Teil von Sachsen-Weimar.
- 1662–1668: Herzog Adolf Wilhelm (geboren 1632, gestorben 1668).
- 1668–1671: Herzog Wilhelm August (geboren 1668, verstorben 1671) unter der Vormundschaft seines Onkels Johann Georg I.
- 1672–1686: Herzog Johann Georg I. (geboren 1634, verstorben 1686).
- 1672: Sachsen-Eisenach erhält nach dem Erlöschen von Sachsen-Altenburg zusätzliche Territorien.
- 1685: Johann Georg I. führt für Sachsen-Eisenach das Prinzip der Primogenitur ein.
- 1686–1698: Herzog Johann Georg II. (geboren 1665, verstorben 1698).
- 1698–1729: Herzog Johann Wilhelm (geboren 1666, verstorben 1729).
- 1729–1741: Herzog Wilhelm Heinrich (geboren 1691, verstorben 1741).
- 1741 Eisenach fällt erneut, diesmal endgültig an Sachsen-Weimar
- 1809 Staatsrechtliche Vereinigung von Sachsen-Weimar und Sachsen-Eisenach.